# Garcinia wightii
Espèce
Statut de conservation UICN

 VU B1+2c : Vulnérable
Garcinia wightii est une espèce de plantes à fleurs de la famille des Clusiaceae.

## Publication originale
- The Flora of British India 1: 265. 1874.